# Gabriel Colomé García
Gabriel Colomé García (Barcelona, 7 d'octubre de 1955) és un politòleg i polític català, professor titular de Ciència Política de la Universitat Autònoma de Barcelona (UAB).

## Biografia
Va néixer el 7 d'octubre de 1955 a Barcelona. Professor titular de Ciència Política de la Universitat Autònoma de Barcelona (UAB), va ser fundador del Centre d'Estudis d'Opinió (CEO) de la Generalitat de Catalunya i director de l'entitat entre 2005 i 2011.
Regidor de l'Ajuntament de Barcelona durant la corporació 2011-2015, va ser nomenat com a portaveu del Grup Municipal Socialista el febrer de 2012, en substitució de Assumpta Escarp. Va ser candidat al número 12 de la llista del PSC-PSOE per a les eleccions al Congrés dels Diputats de 2015 a la circumscripció de Barcelona.
Colomé, que adopta una visió crítica sobre l'anomenat procés sobiranista, ha identificat en la seva obra La Cataluña insurgente elements populistes integrats dins d'aquest moviment. A l'octubre de 2018 va ser incorporat per Josep Borrell, ministre d'Afers Exteriors, Unió Europea i Cooperació del Govern d'Espanya, com a assessor a la subdirecció general de Comunicació Digital i Diplomàcia Pública.

## Obres
- Colomé, Gabriel. El príncipe mediático.  Barcelona: Editorial Mediterrània, 2004.
- Colomé, Gabriel. El Príncipe en campaña.  Barcelona: Editorial Mediterrània, 2005.
- Colomé, Gabriel. Las lágrimas del Príncipe.  Barcelona: Fundació Rafael Campalans, 2010..
- Colomé, Gabriel. El príncipe mediático en el laberinto.  Barcelona: Els Llums, 2013.
- Colomé, Gabriel. La Cataluña insurgente.  Barcelona: Carena, 2017.[7]